# Brigitte Wagner
Brigitte Wagner (Frisinga, 20 de noviembre de 1983) es una deportista alemana que compitió en lucha libre.
Ganó dos medallas en el Campeonato Mundial de Lucha, oro en 2002 y bronce en 2001, y tres medallas en el Campeonato Europeo de Lucha entre los años 2003 y 2007.
Participó en los Juegos Olímpicos de Atenas 2004, ocupando el sexto lugar en la categoría de 48 kg.

## Palmarés internacional
| Campeonato Mundial | Campeonato Mundial | Campeonato Mundial | Campeonato Mundial |
| Año                | Lugar              | Medalla            | Categoría          |
| ------------------ | ------------------ | ------------------ | ------------------ |
| 2001               | Sofía (Bulgaria)   | Medalla de bronce  | 46 kg              |
| 2002               | Calcis (Grecia)    | Medalla de oro     | 48 kg              |
| Campeonato Europeo |                    |                    |                    |
| Año                | Lugar              | Medalla            | Categoría          |
| 2003               | Riga (Letonia)     | Medalla de oro     | 48 kg              |
| 2004               | Haparanda (Suecia) | Medalla de plata   | 48 kg              |
| 2007               | Sofía (Bulgaria)   | Medalla de bronce  | 48 kg              |